# Immen (Sigmarszell)
Immen (mundartlich: (uf) Immə) ist ein Gemeindeteil der Gemeinde Sigmarszell im bayerisch-schwäbischen Landkreis Lindau (Bodensee).

## Geographie
Der Weiler liegt circa vier Kilometer nordöstlich des Hauptorts Sigmarszell. Westlich der Ortschaft fließt die Leiblach. Hier verläuft auch die Gemeindegrenze zu Wolfgangsberg in der Gemeinde Hergensweiler.

## Ortsname
Der Ortsname stammt entweder vom lateinischen Wort apis für (Honig-)Biene oder vom mittelhochdeutschen Wort imbe für Bienenschwarm, Bienenstand und bedeutet bei den Bienen.

## Geschichte
Immen wurde erstmals um das Jahr 1290 als ad Apes in einem Zinsrodel des Klosters Mehrerau erwähnt. 1770 fand die Vereinödung Immens mit sechs Teilnehmern statt. Bis 1785 gehörte Immen der Pfarrei Hergensweiler an.

### Burgstall Immen
Der Burgstall Immen bzw. Burg-Knobel wurde erstmals 1390 erwähnt. Er befand sich nördlich der Immenmühle und war zu dieser Zeit ein Lehen des Damenstifts Lindau.

### Sebastianskapelle
Die Sebastianskapelle in Immen wurde vermutlich Anfang des 19. Jahrhunderts erbaut. Die Kapelle stand ursprünglich in der Ortsmitte, wurde aber wegen eines Erweiterungsbaus eines Hauses an den heutigen Standort am Ortsrand versetzt.

### Immenmühle, Imbenmühle bzw. Pfauenmühle
Die Immenmühle wurde erstmals im Jahr 1384 mit Ulrich Schriber erwähnt, der die Burg zu Mimmen (Yimmen), das Gut Pfauenmühle und das Gut Haggenberg erhielt. Zu dieser Zeit war die Mühle Lehen des Damenstifts Lindau und zuvor Burgmühle der Burg in Immen oder der Burg in Adelberg. 1906 erfolgte der Stillstand des Säge- und Mühlbetriebs nach einem Schaden an einem Wehr.

## Baudenkmäler
Siehe: Liste der Baudenkmäler in Immen